# Cleta (bướm đêm)
Cleta là một chi bướm đêm thuộc họ Geometridae.

## Các loài
- Cleta filacearia (Herrich-Schäffer, 1847)[1]
- Cleta jacutica Viidalepp, 1976
- Cleta perpusillaria (Eversmann, 1847)[2]
- Cleta ramosaria (Villers, 1789)[3]